# Radda in Chianti
Radda in Chianti là một đô thị ở tỉnh Siena trong vùng Toscana, có cự ly khoảng 35 km về phía đông nam của Florence và khoảng 15 km về phía bắc của Siena. Tại thời điểm ngày 31 tháng 12 năm 2004, đô thị này có dân số 1.715 người và diện tích là 80,6 km².
Radda in Chianti giáp các đô thị: Castellina in Chianti, Castelnuovo Berardenga, Cavriglia, Gaiole in Chianti, Greve in Chianti.